# Флавій Аркадій Плацид Магн Фелікс
Флавій Аркадій Плацид Магн Фелікс (*Flavius Arcadius Placidus Magnus Felix, д/н — після 511) — давньоримський державний діяч часів королівства остготів.

## Життєпис
Походив зі знатного роду з Нарбонської Галлії. Праонук Флавія Магна, консула 460 року. Онук Флавія МАгна Фелікса, преторіанського префекта Галлії і Італії. Син Флавія Магна, ілюстрія. Про дату народження та початкову кар'єру нічого невідомо. Рано втратив батька. За часів правління Одоакра його родина постраждала. При цьому отримав підтримку з боку впливового роду Цецин Деціїв.
Підтримав Теодоріха, короля остготів, у поваленні Одоакра. Доволі швидко обійняв сенаторську посаду спектабіля — високородної особи. Потім посів посаду ілюстрія — ясновельможної особи.
У 511 році стає консулом (разом з Флавієм Секундіном на Сході). Подальша доля невідома.